# Micrasema bricco
Micrasema bricco är en nattsländeart som beskrevs av Malicky och Chantaramongkol 1992. Micrasema bricco ingår i släktet Micrasema och familjen bäcknattsländor. Inga underarter finns listade i Catalogue of Life.